# Постумија Леванте (Падова)
Постумија Леванте је насеље у Италији у округу Падова, региону Венето.
Према процени из 2011. у насељу је живело 169 становника. Насеље се налази на надморској висини од 54 м.